# Josef Thulin
Josef Gottfrid Thulin, född 10 mars 1875 i Välinge församling, död 5 mars 1965 i Lund, var en svensk arméofficer och gymnastikpedagog.
Josef Thulin var son till Olof Thulin och Fredrika Augusta Jönsson. Efter mogenhetsexamen i Lund 1892 blev han underlöjtnant vid Södra skånska infanteriregementet 1894, kapten där 1908 samt major på reservstat 1918. Sedan han avlagt gymnastikdirektörsexamen vid Gymnastiska centralinstitutet 1899, tjänstgjorde han som gymnastiklärare vid Lunds katedralskola 1900–1917 samt som gymnastikinspektör i Sydskånes östra och västra inspektionsområden 1917–1927. I huvudsak var hans gymnastiska arbete förlagt till det av honom grundade och ägda Sydsvenska gymnastikinstitutet för kvinnliga elever. Thulin var 1915–1935 ledamot av överstyrelsen för Svenska gymnastik- och idrottsföreningarnas riksförbund, 1919–1935 av styrelsen för Svenska gymnastikförbundet och från 1935 av Fédération Internationale de Gymnastique Ling. Som ordförande i Skånes gymnastikförbund 1915–1944 startade han 1925 gymnastiklägren på Ljungbyhed och 1932 elitgymnastlägren på Malma hed. År 1913 grundade han Svensk gymnastiktidning, vars redaktör han var till 1920. Som gymnastikvetenskaplig forskare gjorde Thulin sin främsta insats. Bland hans skrifter märks Lärobok i gymnastik med tillhörande atlas med omkring 8.500 bilder (1–3, 1919–1935), Lekar för gymnastikundervisningen (1925), Handbok för ledare av frivillig gymnastik (1932–1933) och Gymnastikhandbok (1943) samt tillsammans med Osvald Kragh med flera Bidrag till lösningen av den gymnastiska omorganisationsfrågan 1919 och tillsammans med Sam Adrian Gymnastiklokaler och deras inredning – gymnastikredskap (1926). Även för den sjukgymnastiska behandlingen utförde Thulin ändrings- och nykonstruktioner av redskap (publicerade 1907). Thulin bedrev under tidigare år såväl frisk- och sjukgymnastisk verksamhet, vilket bidrog till att hans gymnastiska insatser i det väsentliga präglades av den lingska gymnastikens måttfulla helhet och en kritisk sovring och systematisering av ett flödande material från skilda rörelsesystem. Han lade stor vikt vid det dynamiska rörelseutförandet under medverkan av rytm och avspänning. För småbarnsgymnastiken konstruerade Thulin så kallade rörelsesagor, upplade rörelseförråd och dagövningar. Thulin blev 1951 medicine hedersdoktor vid Lunds universitet.